# DesktopBSD
DesktopBSD — операционная система, созданная на основе FreeBSD. Система ориентирована на использование для рабочих станций (см. Desktop). Отличается от FreeBSD использованием по умолчанию оконного интерфейса KDE и соответствующего набора программ. Установка системы происходит с помощью графического инсталлятора на базе BSD Installer, также предусмотрена работа в режиме LiveCD (без инсталляции на компьютер).
По состоянию на ноябрь 2010 года, последняя версия носит номер 1.7.

## Последний выпуск
7 сентября 2009 года вышла версия 1.7. Это последний релиз, подготовленный при участии Питера Гофера (Peter Hofer), основателя и единственного активного разработчика DesktopBSD, который объявил об уходе из проекта.
С уходом Гофера судьба проекта оказалась поставленной под угрозу. Было объявлено о поиске новых разработчиков, готовых поддерживать дистрибутив (в частности, выполнять переход на KDE 4). Первые месяцы поисков не увенчались успехом.
20 мая 2010 года было опубликовано сообщение о том, что к работе над выпуском DesktopBSD 2.0 подключилась небольшая команда из четырёх немецких разработчиков, которые намерены продолжить развивать дистрибутив в направлении, ранее намеченном создателем.
10 марта 2013 года на сайте опубликовано сообщение, что проект находится в процессе возрождения.
9 ноября 2015 года вышла версия 2.0 M1.